# Janez Pate
Janez „Jani” Pate (ur. 6 października 1965 w Lublanie) – słoweński piłkarz występujący na pozycji pomocnika oraz trener piłkarski.
Pate zagrał w 6 meczach reprezentacji Słowenii, zdobywając 3 gole.